# Université catholique du Zimbabwe
L'université catholique du Zimbabwe (en Catholic University of Zimbabwe, en abrégé CUZ) est un établissement d'enseignement supérieur privé de confession catholique situé à Harare, au Zimbabwe. Il appartient à la Conférence des évêques catholiques du Zimbabwe (en).

## Historique
À sa fondation en 1998, l'université catholique accueille environ 200 étudiants. Elle ne dispense alors que deux formations en gestion d'entreprise et en technologie de l'information pouvant déboucher sur un bachelor.
En 2022, l'université ouvre son huitième campus à Victoria Falls, dans le diocèse d'Hwange (en). Elle compte alors environ 2 500 étudiants. Lors de la 19e cérémonie de remise des diplômes en mai 2022, le recteur de l'université émet publiquement le souhait de voir s'ouvrir une faculté destinée à l'enseignement en ligne.
En 2018, l'université du Zimbabwe intente une action en justice contre l'université catholique, lui reprochant d'avoir usurpé son nom. Elle lui réclame 2 millions de dollars de dédommagement.

## Facultés
En 2022, l'université catholique du Zimbabwe compte 4 facultés :
- la faculté de commerce, d'innovation et de technologie ;
- la faculté de sciences de l'éducation, de sciences sociales et d'humanités ;
- la faculté de théologie, d'éthique, de sciences des religions et de philosophie ;
- la faculté doctorale, de recherche et d'innovation.